# ريكي ويليامز
ريكي ويليامز (بالإنجليزية: Rickey Williams)‏ مواليد 12 مارس 1957 في بوفالو، هو لاعب كرة سلة أمريكي سابق. بدأ مسيرته الاحترافية في سنة 1982. تم اختياره من قبل فريق يوتا جاز خلال الدرافت. حمل الرقم 25. يبلغ طوله 6 قدم 1 بوصة (1.9 م). اعتزل اللعب في 1985.

## روابط خارجية
- ريكي ويليامز على موقع إن بي أي (الإنجليزية)
- ريكي ويليامز على موقع سبورتس رفرنس (الإنجليزية)
- ريكي ويليامز على موقع كلية كرة السلة في سبورتس رفرنس.كوم (الإنجليزية)
- ريكي ويليامز على موقع ريلجم (الإنجليزية)
- ريكي ويليامز على موقع بروبوليرز (الإنجليزية)